# Турнир на приз газеты «Советский спорт» (хоккей)
Турнир на приз газеты «Советский спорт» — предсезонное (за исключением двух турниров) соревнование хоккейных команд СССР. Проводился с 1957 по 1988 годы. К участию приглашались, в основном, клубы высшего дивизиона, в небольшом количестве также первого и второго, а с 1965 года в нём начали регулярно принимать участие иностранные клубы ведущих чемпионатов Европы и сборные второстепенных хоккейных стран.
Первоначально турниры полностью проходили в Москве. С вводом в строй катков с искусственным льдом в других городах, в них начали проводить предварительные соревнования, с розыгрышем финальной части в столице. С 1974 года (за исключением двух «весенних» турниров) проводились только групповые турниры без определения единоличного победителя.
Несмотря на время и формат проведения, соревнования первоначально были значимым турниром. Все участники, в том числе ведущие клубы страны, выступали сильнейшим составом, а при учреждении газетой «Известия» приза лучшему бомбардиру, изначально в его зачёт входили заброшенные на турнире шайбы, наряду с чемпионатом, Кубком СССР и турнирами сборной. К середине 70-х турнир потерял свою значимость, став лишь этапом подготовки команд к сезону.

## Победители и финалисты
| Год  | Число команд         | Формула                                                                         | Место проведения                              | Победитель                 | Финалист                | Счёт                 |
| ---- | -------------------- | ------------------------------------------------------------------------------- | --------------------------------------------- | -------------------------- | ----------------------- | -------------------- |
| 1957 | 15                   | Олимпийская с гандикапом                                                        | Москва                                        | ЦСК МО                     | «Авангард» Челябинск    | 12:2                 |
| 1958 | 10                   | Олимпийская с гандикапом                                                        | Москва                                        | ЦСК МО                     | «Локомотив» Москва      | 8:2                  |
| 1959 | Турнир не проводился | Турнир не проводился                                                            | Турнир не проводился                          | Турнир не проводился       | Турнир не проводился    | Турнир не проводился |
| 1960 | 19                   | Олимпийская                                                                     | Москва                                        | «Торпедо» Горький          | «Спартак» Москва        | 5:1                  |
| 1961 | 13                   | Олимпийская                                                                     | Москва                                        | ЦСКА                       | «Локомотив» Москва      | 6:2                  |
| 1962 | 12                   | Олимпийская                                                                     | Москва                                        | ЦСКА                       | «Торпедо» Горький       | 14:2                 |
| 1963 | 9                    | Олимпийская                                                                     | Москва                                        | «Химик» Воскресенск        | «Динамо» Москва         | 3:1                  |
| 1964 | 11                   | Олимпийская                                                                     | Москва Киев                                   | «Динамо» Москва            | ЦСКА                    | 6:3                  |
| 1965 | 13                   | Олимпийская                                                                     | Москва                                        | ЦСКА Москва                | «Динамо» Москва         | 5:4                  |
| 1966 | 30                   | Круговые турниры на предварительном этапе Олимпийская система в финальной части | Москва Минск Рига Киев Новосибирск Свердловск | ЦСКА                       | «Динамо» Москва         | 8:3                  |
| 1967 | 14                   | Олимпийская                                                                     | Москва Новосибирск Горький Воскресенск Минск  | «Спартак» Москва           | ЦСКА                    | 4:2                  |
| 1968 | 23                   | Круговые турниры на предварительном этапе Олимпийская система в финальной части | Москва Ленинград Воскресенск Киев Челябинск   | ЦСКА                       | «Спартак» Москва        | 6:5                  |
| 1969 | 25                   | Круговые турниры на предварительном этапе Олимпийская система в финальной части | Москва Ленинград Минск Челябинск              | ЦСКА                       | «Динамо» Москва         | 4:1                  |
| 1970 | 17                   | Круговые турниры на предварительном этапе Олимпийская система в финальной части | Москва Минск Воскресенск                      | «Спартак» Москва           | ЦСКА                    | 6:4                  |
| 1971 | 21                   | Круговые турниры на предварительном этапе Олимпийская система в финальной части | Москва Ленинград Минск Рига                   | ЦСКА                       | СКА Ленинград           | 6:1                  |
| 1972 | 20                   | Круговые турниры на предварительном этапе Олимпийская система в финальной части | Москва Ленинград Рига Челябинск               | ЦСКА                       | «Спартак» Москва        | 6:3                  |
| 1973 | 20                   | Круговые турниры на предварительном этапе Олимпийская система в финальной части | Киев Минск Рига Ленинград                     | ЦСКА                       | «Спартак» Москва        | 6:5                  |
| 1974 | 24                   | Круговые турниры без финала                                                     | Минск                                         | «Торпедо» Горький          | -                       | -                    |
| 1974 | 24                   | Круговые турниры без финала                                                     | Ленинград                                     | СКА Ленинград              | -                       | -                    |
| 1974 | 24                   | Круговые турниры без финала                                                     | Рига                                          | «Спартак» Москва           | -                       | -                    |
| 1974 | 24                   | Круговые турниры без финала                                                     | Киев                                          | «Крылья Советов» Москва    | -                       | -                    |
| 1975 | 24                   | Круговые турниры без финала                                                     | Ленинград                                     | «Динамо» Москва            | -                       | -                    |
| 1975 | 24                   | Круговые турниры без финала                                                     | Киев                                          | «Торпедо» Горький          | -                       | -                    |
| 1975 | 24                   | Круговые турниры без финала                                                     | Рига                                          | ЦСКА                       | -                       | -                    |
| 1975 | 24                   | Круговые турниры без финала                                                     | Череповец                                     | «Крылья Советов» Москва    | -                       | -                    |
| 1976 | 24                   | Круговые турниры без финала                                                     | Ленинград                                     | ЦСКА                       | -                       | -                    |
| 1976 | 24                   | Круговые турниры без финала                                                     | Минск                                         | «Динамо» Москва            | -                       | -                    |
| 1976 | 24                   | Круговые турниры без финала                                                     | Рига                                          | «Динамо» Рига              | -                       | -                    |
| 1976 | 24                   | Круговые турниры без финала                                                     | Ташкент                                       | СК им. Салавата Юлаева Уфа | -                       | -                    |
| 1977 | 24                   | Круговые турниры на предварительном этапе Олимпийская система в финальной части | Свердловск Казань Глазов Уфа                  | «Динамо» Москва            | «Крылья Советов» Москва | 6:5                  |
| 1978 | 21                   | Круговые турниры на предварительном этапе Олимпийская система в финальной части | Донецк Ижевск Усть-Каменогорск Уфа Москва     | «Динамо» Москва            | «Спартак» Москва        | 3:2                  |
| 1979 | 17                   | Круговые турниры без финала                                                     | Северодонецк                                  | «Ижсталь» Ижевск           | -                       | -                    |
| 1979 | 17                   | Круговые турниры без финала                                                     | Ленинград                                     | «Трактор» Челябинск        | -                       | -                    |
| 1979 | 17                   | Круговые турниры без финала                                                     | Киев                                          | «Сокол» Киев               | -                       | -                    |
| 1979 | 17                   | Круговые турниры без финала                                                     | Рига                                          | «Спартак» Москва           | -                       | -                    |
| 1980 | 18                   | Круговые турниры без финала                                                     | Ленинград                                     | ЦСКА                       | -                       | -                    |
| 1980 | 18                   | Круговые турниры без финала                                                     | Киев                                          | «Сокол» Киев               | -                       | -                    |
| 1980 | 18                   | Круговые турниры без финала                                                     | Рига                                          | «Динамо» Москва            | -                       | -                    |
| 1981 | 21                   | Круговые турниры без финала                                                     | Ленинград                                     | «Крылья Советов» Москва    | -                       | -                    |
| 1981 | 21                   | Круговые турниры без финала                                                     | Донецк                                        | СК им. Салавата Юлаева Уфа | -                       | -                    |
| 1981 | 21                   | Круговые турниры без финала                                                     | Рига                                          | «Спартак» Москва           | -                       | -                    |
| 1982 | 18                   | Круговые турниры без финала                                                     | Ленинград                                     | ЦСКА                       | -                       | -                    |
| 1982 | 18                   | Круговые турниры без финала                                                     | Рига                                          | «Динамо» Москва            | -                       | -                    |
| 1982 | 18                   | Круговые турниры без финала                                                     | Киев                                          | «Спартак» Москва           | -                       | -                    |
| 1983 | 18                   | Круговые турниры без финала                                                     | Рига                                          | «Динамо» Москва            | -                       | -                    |
| 1983 | 18                   | Круговые турниры без финала                                                     | Ленинград                                     | СКА Ленинград              | -                       | -                    |
| 1983 | 18                   | Круговые турниры без финала                                                     | Киев                                          | «Спартак» Москва           | -                       | -                    |
| 1984 | 18                   | Круговые турниры без финала                                                     | Рига                                          | ЦСКА                       | -                       | -                    |
| 1984 | 18                   | Круговые турниры без финала                                                     | Ленинград                                     | «Спартак» Москва           | -                       | -                    |
| 1984 | 18                   | Круговые турниры без финала                                                     | Таллин                                        | «Динамо» Москва            | -                       | -                    |
| 1985 | 17                   | Круговые турниры без финала                                                     | Киев                                          | «Спартак» Москва           | -                       | -                    |
| 1985 | 17                   | Круговые турниры без финала                                                     | Таллин                                        | «Динамо» Москва            | -                       | -                    |
| 1985 | 17                   | Круговые турниры без финала                                                     | Рига                                          | «Динамо» Рига              | -                       | -                    |
| 1986 | 21                   | Круговые турниры без финала                                                     | Ленинград                                     | ЦСКА                       | -                       | -                    |
| 1986 | 21                   | Круговые турниры без финала                                                     | Киев                                          | «Химик» Воскресенск        | -                       | -                    |
| 1986 | 21                   | Круговые турниры без финала                                                     | Рига                                          | «Крылья Советов» Москва    | -                       | -                    |
| 1986 | 21                   | Круговые турниры без финала                                                     | Таллин                                        | «Спартак» Москва           | -                       | -                    |
| 1987 | 21                   | Круговые турниры без финала                                                     | Москва                                        | «Спартак» Москва           | -                       | -                    |
| 1987 | 21                   | Круговые турниры без финала                                                     | Ленинград                                     | «Трактор» Челябинск        | -                       | -                    |
| 1987 | 21                   | Круговые турниры без финала                                                     | Рига                                          | «Химик» Воскресенск        | -                       | -                    |
| 1987 | 21                   | Круговые турниры без финала                                                     | Киев                                          | «Сокол» Киев               | -                       | -                    |
| 1988 | 21                   | Круговые турниры без финала                                                     | Киев                                          | «Крылья Советов» Москва    | -                       | -                    |
| 1988 | 21                   | Круговые турниры без финала                                                     | Челябинск                                     | «Спартак» Москва           | -                       | -                    |
| 1988 | 21                   | Круговые турниры без финала                                                     | Рига                                          | «Динамо» Рига              | -                       | -                    |
| 1988 | 21                   | Круговые турниры без финала                                                     | Свердловск                                    | «Химик» Воскресенск        | -                       | -                    |

## Таблица победителей
| Команда                    | Общее число побед | Число побед в финале |
| -------------------------- | ----------------- | -------------------- |
| ЦСКА                       | 17                | 11                   |
| «Спартак» Москва           | 12                | 2                    |
| «Динамо» Москва            | 10                | 3                    |
| «Крылья Советов» Москва    | 5                 |                      |
| «Химик» Воскресенск        | 4                 | 1                    |
| «Торпедо» Горький          | 3                 | 1                    |
| «Динамо» Рига              | 3                 |                      |
| «Сокол» Киев               | 3                 |                      |
| СКА Ленинград              | 2                 |                      |
| СК им. Салавата Юлаева Уфа | 2                 |                      |
| «Трактор» Челябинск        | 2                 |                      |
| «Ижсталь» Ижевск           | 1                 |                      |